# Skye P. Marshall
Skye P. Marshall (* 10. Juli 1985 in Chicago) ist eine amerikanische Schauspielerin.

## Leben und Karriere
Nach ihrem ersten Jahr an der Hampton University schrieb Marshall, um das College bezahlen zu können, sich bei der United States Air Force ein. Nach ihrer ehrenhaften Entlassung besuchte sie die Northeastern Illinois University, wo sie einen Bachelor in Kommunikationswissenschaften erlangte. Im Anschluss wurde sie bei einer Pharmawerbefirma in New York City angestellt, aber beschloss nach zwei Jahren, Schauspielerin sein zu wollen, und zog nach Los Angeles. Als Marshall dort ihre Schauspielkarriere begann, war sie für ein Jahr Komparsin bei CSI: NY.
Marshall spielte unter anderem 2016 in dem Film Ruf der Macht und 2018 in dem Militärfilm Was Gott zusammenfügt und erlangte längere Nebenrollen in der Superheldenserie Black Lightning (2018), der Netflix-Serie Chilling Adventures of Sabrina (2020) und der Krankenhausserie Good Sam (2022).

## Persönliches
Marshall heiratete Ende Juni 2024 in Los Angeles den Schauspieler Edwin Hodge, der derzeit in FBI: Most Wanted zu sehen war.

## Filmografie
- 2010: Reservation
- 2010: Tötet Katie Malone (Kill Kate Malone)
- 2010: Dr. House (Fernsehserie, 1 Episode)
- 2011: BlackBoxTV (Fernsehserie, 1 Episode)
- 2011: Detention – Nachsitzen kann tödlich sein (Detention)
- 2011: Bff
- 2011: I Didn’t Know I Was Pregnant (Fernsehserie, 1 Episode)
- 2011: 8 Days a Week (Fernsehserie, 10 Episoden)
- 2012: Paranormal Adoption
- 2012: Note to Self
- 2012: The Mentalist (Fernsehserie, 1 Episode)
- 2013: Dexter (Fernsehserie, 1 Episode)
- 2013: The Advocates
- 2014: For Love or Money
- 2014: Love Handles (Fernsehserie,7 Episoden)
- 2015: Almost 30 (Fernsehserie, 1 Episode)
- 2015: In the Cut (Fernsehserie, 1 Episode)
- 2015: Public Morals (Fernsehserie, 1 Episode)
- 2015: Family Time (Fernsehserie, 1 Episode)
- 2016: Ruf der Macht – Im Sumpf der Korruption (Misconduct)
- 2016: 9 Rides
- 2016: Shameless (Fernsehserie, 2 Episoden)
- 2017: Grey’s Anatomy (Fernsehserie 1 Episode)
- 2017: Major Crimes (Fernsehserie, 1 Episode)
- 2018: Navy CIS (Fernsehserie, 1 Episode)
- 2018: Was Gott zusammenfügt (Indivisible)
- 2018: The Rookie (Fernsehserie, 1 Episode)
- 2018: Black Lightning (Fernsehserie, 10 Episoden)
- 2019: 9-1-1 (Fernsehserie, 1 Episode)
- 2019: The Fix (Fernsehserie, 3 Episoden)
- 2019: This Is Us – Das ist Leben (Fernsehserie, 1 Episode)
- 2019: The Hypnotist’s Love Story (Fernsehserie, 1 Episode)
- 2020: Brave Mädchen tun das nicht (A Nice Girl Like You)
- 2020: Chilling Adventures of Sabrina (Fernsehserie, 11 Episoden)
- 2021: MVP
- 2022: A Lot of Nothing
- 2022: Good Sam (Fernsehserie, 13 Episoden)
- 2022: To Her, with Love (Fernsehfilm)
- 2022–2023: East New York (Fernsehserie, 2 Episoden)
- 2023: To Live And Die And Live
- 2023: Coup!
- 2024: Daft State
- seit 2024: Matlock (Fernsehserie)
- 2025: Park Avenue